# デビルズ・レイク駅
デビルズ・レイク駅（英語: Devils Lake station）はアメリカ合衆国ノースダコタ州デビルズ・レイク  レイルロード・アベニューおよびサード・ストリートにある駅。 全米各地を結ぶ旅客鉄道のアムトラックが乗り入れている。

## 概要
駅舎はグレート・ノーザン鉄道により、1907年に約5万ドルの費用で建設された。乗客の待合室の他、BNSF鉄道の保線班がある。

## 利用可能な鉄道路線／列車
アムトラックの停車する列車は下記の通り。
シカゴとシアトル / ポートランド間の夜行長距離列車エンパイア・ビルダー … 1往復 発着
※当駅にはシカゴ - シアトル間、シカゴ - ポートランド間の編成とも停車。ワシントン州のスポケーン駅にて連結および切り離しを行う。